# Garaeus albipunctatus
Garaeus albipunctatus là một loài bướm đêm trong họ Geometridae.